# Pentele
Pentele (in greco antico: Πεντέλη?, Pentéle) era un centro abitato dell'Attica situato all'estremità nord-occidentale della pianura ateniese, vicino alle cave di marmo del monte Brilesso, chiamato anche monte Pentelico.
Solamente Stefano di Bisanzio sostiene che questa località sia un demo a sé stante, in quanto non sono state trovate iscrizioni a verificare questa ipotesi.